# Eugenia sachetae
Eugenia sachetae är en myrtenväxtart som beskrevs av George Richardson Proctor. Eugenia sachetae ingår i släktet Eugenia och familjen myrtenväxter. IUCN kategoriserar arten globalt som starkt hotad. Inga underarter finns listade i Catalogue of Life.